# 庐剧
庐剧，又名倒七戏，中国戏曲剧种之一，流行于安徽省合肥市及其周边的六安市、巢湖市、芜湖市等地。“庐剧”得名于合肥的古称“庐州”。
2006年5月，庐剧被列为中国第一批国家级非物质文化遗产。

## 艺术特色
庐剧唱腔分为主调和花腔两大类。主调主要用于整本戏与折子戏，有二凉、三七、寒腔、老生调、小生调、老旦调等調門(曲牌)，长于叙事或抒情；花腔則用于小戏。其中三七、寒腔是廬劇的代表性調門，被應用的最廣最常用。
庐剧的唱腔有几个明显的特点。一是在唱腔中不断出现用假声演唱的旋律，称做小嗓子。二是演唱中的帮腔吆台，即当舞台上的演员唱到一定的时候，由场面和后台的演员齐声帮唱，高亢辽阔，烘托剧情，渲染舞台气氛。其乡土味很浓，风格明朗。
庐剧的伴奏乐器有锣鼓、高胡等，以高胡为主胡。
庐剧的表演程式多借鉴自其他剧种，如京剧、徽剧等。庐剧行当有花旦、小生、青衣、老旦、老生、小丑等。

## 流派
庐剧因地域特色分为西路、中路、东路三路。西路（亦称上路）以六安为中心，音乐上较为高亢；中路以合肥为中心，音乐上兼有东路与西路的特点，朴实明快；东路（亦称下路）以芜湖为中心，音乐细腻婉转。

## 历史
庐剧的形成年代尚无定论，但至少可追溯到清代中期。早期庐剧班社多为半职业性的，无固定的角色体制，表演较为粗糙，主要靠唱来刻画人物。这一时期的化装亦非常简单，服装则借自生活服装，如花旦上穿花布短褂，下穿裙子，小生则穿蓝色大褂，其他剧种常用的水袖也付阙如，生角旦角均由男性扮演。从1920年代开始，庐剧与其他剧种搭班演出，开始借鉴其他剧种来丰富自己的表演，剧目不断丰富，逐渐走向成熟。
1949年后，在政府力量主导下，对庐剧进行了一系列改革，如建立导演制，革新舞台美术等。一系列国有剧团相继成立。1955年3月，成立了国营剧团安徽省庐剧团。此时庐剧得到了迅速的发展。文革时，庐剧同其他戏曲剧种一样，受到严重的冲击。文革后，庐剧一度出现复兴，庐剧演出也得到了恢复。但是，由于种种原因，庐剧跟其他戏曲剧种一样，陷入了衰落之中。

## 剧目
庐剧剧目可分为可分为花腔小戏、折戏和本戏三类，代表性剧目有《彩楼配》、《秦雪梅》、《药茶记》、《柴斧记》、《借罗衣》、《打芦花》、《雪梅观画》等。

## 著名人物
著名庐剧演员有黄冰、武克英、丁玉兰、王本银、孙邦栋、董少轩等，其中黄冰、武克英被列为国家级非物质文化遗产传承人。
當代著名的庐剧演员有盛小五、周小五、朱德顺、刘长芬、孙晓云、魏小波、汪莉、夏巧云，尤其盛小五以演出反串角色嶄頭露角，且身兼多樣行當，戲路寬廣，不管是男的女的，老的少的，耍寶的正經的，君子痞子他都能演，網評：「盛小五演喜劇讓人笑的要命、演悲劇又能讓人哭得要死」，因此倍受廣大戲迷歡迎。

## 团体
庐剧的主要演出团体有合肥市庐剧院、皖西庐剧团等。